# Saluda (Carolina del Sur)
Saluda es un pueblo ubicado en el condado de Saluda en el estado estadounidense de Carolina del Sur. Es sede del condado de homónimo. El pueblo en el año 2000 tiene una población de 3.066 habitantes en una superficie de 8.5 km², con una densidad poblacional de 365.4 personas por km². 

## Historia
Antes de la formación de Condado de Saluda en 1896, la localidad fue nombradaRedbank y cambió su nombre para que coincida con el condado, se convirtió en la sede de él.

## Geografía
Saluda se encuentra ubicado en las coordenadas 34°0′11″N 81°46′18″O / 34.00306, -81.77167. Según la Oficina del Censo, el pueblo tiene un área total de 8,5 km² (3,3 mi²), de la cual 8,4 km² (3,2 mi²) es tierra y 0,1 km² (0 mi²) (1.22%) es agua.

## Demografía
En el 2000 la renta per cápita promedia del hogar era de $26.964, y el ingreso promedio para una familia era de $31.042. El ingreso per cápita para la localidad era de $13.032. En 2000 los hombres tenían un ingreso per cápita de $25.208 contra $19.921 para las mujeres. Alrededor del 28.5% de la población estaba bajo el umbral de pobreza nacional. 

### Localidades adyacentes
El siguiente diagrama muestra a las localidades en un radio de 24 kilómetros (14,9 mi) de Saluda.